# 五能線フリーパス
五能線フリーパス（ごのうせんフリーパス）は、2011年4月1日利用開始分から東日本旅客鉄道（JR東日本）秋田支社管内で発売している特別企画乗車券（とくとくきっぷ）である。
なお、当記事では前身商品にあたる五能線パス（ごのうせんパス）および「秋田デスティネーションキャンペーン」期間中発売される秋田・津軽由遊パスについても記述する。

## 概要
- 五能線観光を目的とした乗車券で有効期間は2日間。
- 普通列車の普通車自由席が利用できる。
- 特急列車、急行列車または普通列車のグリーン車および指定席については運賃のみ有効で、特急券などの料金券が必要（寝台設備は利用できない）。
  - ただし、青森 - 新青森間の特急列車自由席及び全車指定の快速列車の空席に乗車する場合のみ、料金券は不要。

## 利用できる路線
「五能線パス」のAタイプをリニューアルした形だが、利用可能区間は、「リゾートしらかみ」運行区間に短縮された。
- 五能線 - 全区間
- 奥羽本線 - 秋田 - 東能代間、弘前 - 青森間

## 発売額
- 大人…3,880円
- 小人…1,940円
  - 『五能線パス』時代は、五能線パス提示で「リゾートしらかみ」の指定席券は無料で発行できたが、本パスで「リゾートしらかみ」の指定席を利用する場合は、別途指定席料金が必要となっている。

## 発売箇所
- 秋田支社管内および青森駅・新青森駅のみどりの窓口とびゅうプラザおよび主な旅行会社。ただし、一部取扱いしていない箇所もあるので注意。
- 「五能線パス」とは異なり盛岡支社・仙台支社管内では扱わない。
- また、「津軽フリーパス」と同様、該当地区を目的地とするJR旅行商品を購入する場合のみ、先述のエリア外でも購入可能。

## 五能線パス

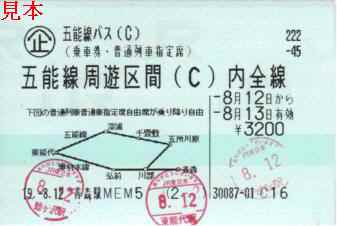
五能線パス(C)（マルス発行）

五能線パス（ごのうせん - ）は、2011年3月30日まで東日本旅客鉄道（JR東日本）秋田支社・盛岡支社・仙台支社管内で発売していた特別企画乗車券（とくとくきっぷ）である。

### 概要
- フリーエリア内の普通列車の普通車自由席・指定席が2日間乗り降り自由であった。指定席を利用の場合は、あらかじめ秋田・盛岡・仙台支社管内のみどりの窓口で指定券（無料）の発行を受ける必要があった。
- 特急列車、急行列車または普通列車のグリーン車について運賃のみ有効で、特急券などの料金券が必要（寝台設備は利用できない）。

### 設定商品
- Aタイプ（5,000円）
  - 奥羽本線:秋田 - 青森間
  - 五能線:東能代 - 川部間

- Bタイプ（3,000円）
  - 奥羽本線：秋田 - 東能代間
  - 五能線：東能代 - 千畳敷間

- Cタイプ（3,200円）
  - 奥羽本線：東能代 - 青森間
  - 五能線：東能代 - 川部間

## 沿革
- 1997年 - 「五能線周遊きっぷ」として発売開始。
- 199x年 - Bタイプのフリー区間が鰺ケ沢までから千畳敷までに短縮される。
- 2002年12月1日 - 五能線パスに改称。
- 2003年4月1日 - A・Cタイプのフリー区間が青森まで延長。
- 2011年3月30日 - この日の利用開始分を以って「五能線パス」の発売終了。
- 2011年4月1日 - 「五能線フリーパス」の利用開始。
- 2014年4月1日 - 消費税増税に伴い、価格改定。（大人3810円、小児1900円）
- 2019年10月1日 - 消費税増税に伴い、価格改定。（大人3880円、小児1940円）

## 秋田・津軽由遊パス
秋田・津軽由遊パス（あきた・つがるゆうゆうパス）は、2013年9月1日から12月30日まで秋田支社管内および盛岡支社管内の新青森駅・青森駅で発売した特別企画乗車券（とくとくきっぷ）である。

### フリーエリア
- 「五能線フリーパス」のフリーエリアを含む秋田県内のJR線全線と秋田内陸縦貫鉄道・由利高原鉄道および青森県の弘南鉄道全線。

### 概要
- ここでは、「五能線フリーパス」と異なる利用条件のみ記載する。
- フリーエリア内の普通列車の普通車自由席が3日間乗り降り自由。秋田新幹線を含む優等列車とリゾートしらかみ号など全車指定席車を利用の場合は、それぞれに対応する料金券の購入が必要。また、秋田内陸縦貫鉄道の急行列車「もりよし号」に乗車する場合も急行券の購入が必要。

### 発売額
- 大人…4,600円
- 小人…2,300円

### 歴史
- 2013年9月1日 - 発売開始。
- 2013年10月1日 - 利用開始。
- 2013年12月29日 - 発売終了。
- 2013年12月31日 - 利用終了。